# تسلا ۲۲۴۴
سیارک ۲۲۴۴ (به انگلیسی: 2244 Tesla، نامگذاری:1952UW1) دو هزار و دویست و چهل و چهارمین سیارک کشف شده‌است که در ۲۲ اکتبر ۱۹۵۲ کشف شد.
قدر مطلق سیارک برابر ۱۱٫۹۰ است.
تسلا ۲۲۴۴ یک سیارک کربنی در منطقهٔ مرکزی کمربند سیارک‌ها است که تقریباً ۲۵ کیلومتر قطر دارد. این سیارک در ۲۲ اکتبر ۱۹۵۲ توسط اخترشناس صربی Milorad Protić در رصدخانه بلگراد، در آن زمان جمهوری فدرال یوگسلاوی، که اکنون صربستان است، کشف شد. این سیارک برای بزرگداشت کوشش‌های مخترع صربستانی نیکولا تسلا بنام او نامگذاری شده‌است.